# Де Гаэтани, Джен
Джен (Дженис) Де Гаэтани (англ. Jan (Janice) DeGaetani; 10 июля 1933, Массиллон, Огайо — 15 сентября 1989, Рочестер, Нью-Йорк) — американская певица (меццо-сопрано), педагог.

## Жизнь и творчество
Окончила Джульярдскую школу под руководством Серджиуса Кагена. Блестящая исполнительница новой и новейшей музыки от песен Шуберта, Шумана, Мусоргского, Малера и Хуго Вольфа до Шёнберга («Лунный Пьеро»), Хиндемита, Джорджа Крама («Давние детские голоса»), Аарона Копланда («12 стихотворений Эмили Дикинсон»), Чарлза Айвза, Элиотта Картера. Исполняла также средневековую и ренессансную музыку. Выступала с крупнейшими оркестрами США и Европы. Преподавала вокал, среди её учеников — Доун Апшоу, Рене Флеминг и др. Умерла от лейкемии.

## Наследие
- Pierrot Lunaire by Schoenberg (1971)
- Songs by Stephen Foster, with Leslie Guinn (1972)
- Las Cantigas de Santa Maria — Songs and Instrumental Music from the Court of Alfonso X, with the Waverly Consort, Michael Jaffee, dir. (1972)
- Songs from the Spanisches Liederbuch by Hugo Wolf (1974)
- Songs by Schubert / The Book of the Hanging Gardens, Op. 15 by Schoenberg (1975)
- Ancient Voices of Children by George Crumb (1975)
- Songs by Stephen Foster, Volume II with Leslie Guinn (1976)
- Classic Cole songs by Cole Porter, with Leo Smit, piano (1977)
- Chansons Madécasses by Ravel (1978)
- Songs by Sergei Rachmaninoff & Ernest Chausson (1980)
- Duets & Four Songs from Op. 98a by Robert Schumann, with Leslie Guinn (1983)
- Apparition by George Crumb / Songs by Charles Ives (1983)
- Songs by Brahms (1983)
- Moore’s Irish Melodies (1984)
- The Nursery Cycle by Mussorgsky / Songs by Tchaikovsky (1985)
- Lullabies and Night Songs by Alec Wilder (1985)
- Songs of America on Home, Love, Nature, and Death — various composers (1988)
- Les Nuits d'été by Berlioz with Five Wunderhorn Songs & Five Rückert Songs by Mahler (1989)
- Jan DeGaetani in Concert, Volume One: La Chanson d’Eve by Gabriel Fauré / Dark upon the Harp by Jacob Druckman (1991)
- Jan DeGaetani in Concert, Volume Two: Frauenliebe und -leben by Schumann / Zigeunerlieder and other songs by Brahms (1991)
- Aaron Copland 81st Birthday Concert at the Library of Congress with Leo Smit (1993)
- Jan DeGaetani in Concert, Volume Three: Shostakovich, Welcher, Kurtág (1995)
- Jan DeGaetani in Concert, Volume Four: Early Music Recital by various composers (1999)